# Dave Anderson (boxeador)
David Anderson (nacido el 23 de diciembre de 1965) es un boxeador británico. Compitió en el evento de peso pluma masculino en los Juegos Olímpicos de verano de 1988. 
Anderson ganó el título de peso pluma británico de la Asociación de Boxeo Amateur de 1988, cuando boxeaba fuera del Bellahouston BC.